# Церковь Илии Пророка (Ильинское, Волоколамский район)
Церковь Ильи Пророка — приходской храм Русской православной церкви в селе Ильинском (Сельское поселение Ярополецкое) Московской области.
Адрес: Волоколамский район, село Ильинское.
В этой церкви был похоронен фельдмаршал Захар Чернышёв, так как церковь-усыпальница в Яропольце ещё не была закончена. Останки его перезахоронены в начале XX века.

## История
В селе Ильинском существовала деревянная церковь Илии Пророка. В 1730 году была выстроена новая деревянная церковь, в 1733 году её освятил архимандрит Иосифо-Волоцкого монастыря Иоаким (Чудовский).
В 1783 году владелец села граф Захар Чернышёв построил существующую по настоящее время кирпичную с белокаменными деталями Ильинскую церковь — в стиле классицизма с престолами во имя Ахтырской иконы Божией Матери (южный) и святителя Николая Чудотворца (северный). Вероятно, первоначально главный престол был посвящён иконе, а впоследствии, после 1866 года, по состоянию которого составлялся справочник И. А. Благовещенского, главный престол переосвящён в Ильинский, а Ахтырский стал придельным. Однако сведений о переосвящении нет.
В 1816 году к храму пристроен новый алтарь. В 1859 году были построены трапезная и трёхъярусная колокольня. Архитекторы и строители храма неизвестны.

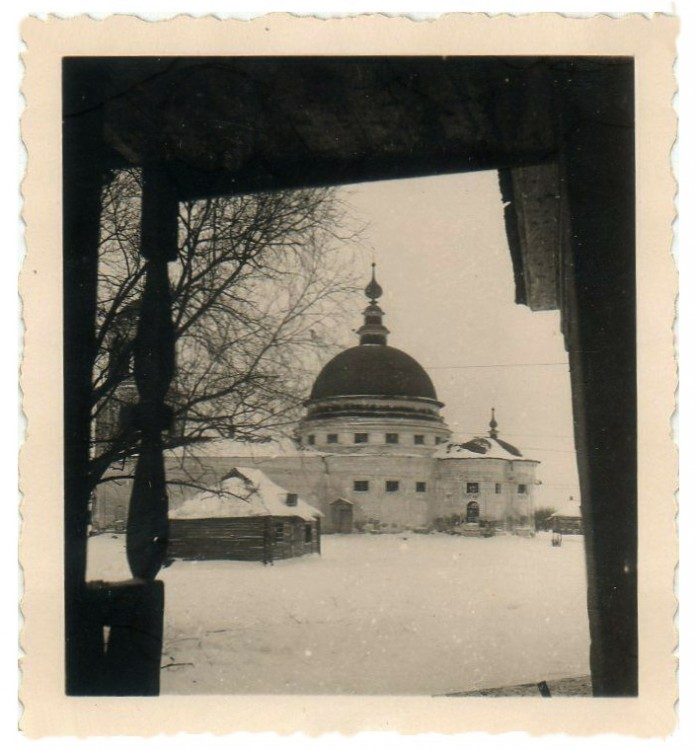
Церковь в 1941 году

В 1930-е годы церковь закрыли и осквернили: использовали как совхозный склад ядохимикатов. Захоронения с южной стороны храма были срыты бульдозером и вместе с оградами, крестами, памятниками и землёй сдвинуты к югу для строительства дороги на деревню Львово. Долгое время здание храма было бесхозным. К 1990-м годам здание пришло в аварийное состояние, его купол и своды обвалились. Только после распада СССР, в 2000 году, при храме был зарегистрирован православный приход и начались работы по восстановлению его полуразрушенного здания.
К 2021 году храм был восстановлен. 12 июня 2021 года епископ Одинцовский и Красногорский Фома (Мосолов) совершил великое освящение церкви Святого пророка Илии, после чего совершил Божественную литургию в новоосвящённом храме. В храме регулярно совершаются богослужения и требы, ведутся работы по облагораживанию храмовой территории. Имеется воскресная школа.

## Настоятели
Первым настоятелем храма после возрождения стал протоиерей Николай Яковлев, старостой — Василий Годунов (с 14.11.2010 — священник). С 26 марта 2011 года по 2013 год настоятель церкви — протоиерей Андрей Табаченков. С 2013 по 2015 год — священник Михаил Завитаев. С февраля 2015 года настоятелем церкви Илии Пророка является священник Евфимий Княжев.